# Lennie Hayton

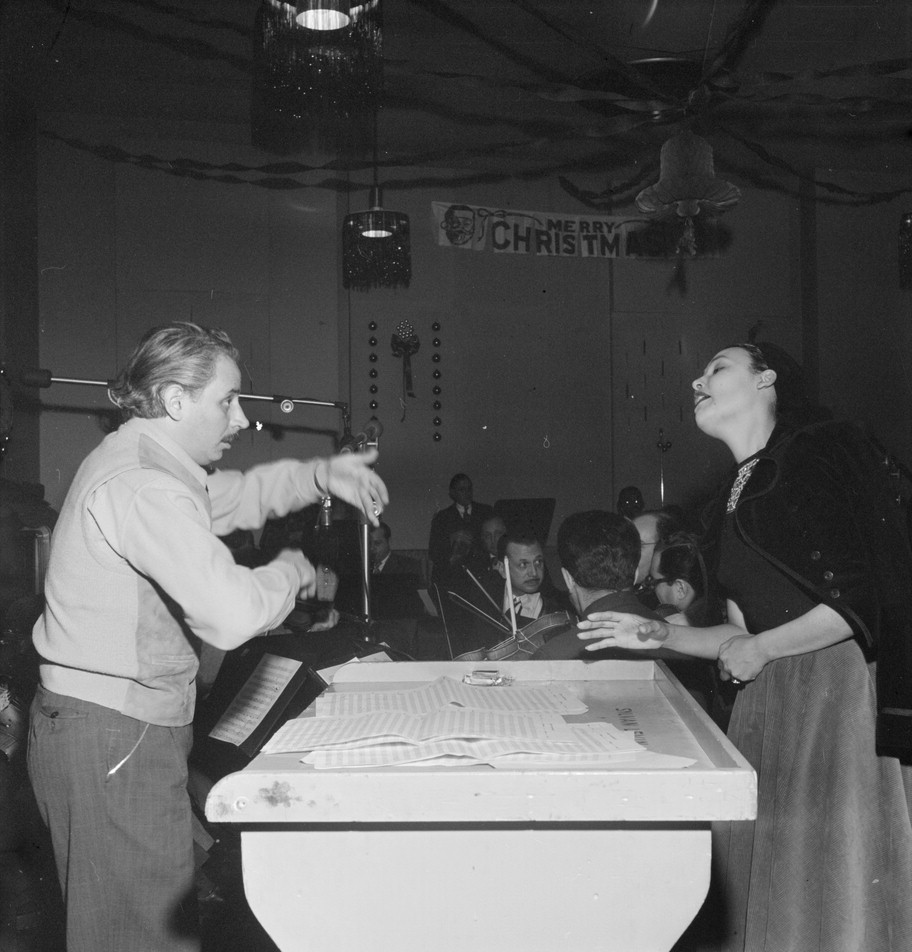
Lena Horne und Lennie Hayton, New York City, um 1947. Fotografie von William P. Gottlieb

Leonard George „Lennie“ Hayton (* 13. Februar 1908 in New York City; † 24. April 1971 in Palm Springs, Kalifornien) war ein US-amerikanischer Pianist und Arrangeur des Swing sowie Filmkomponist.

## Leben und Wirken
Lennie Hayton arbeitete zu Beginn seiner Karriere 1926 bei den Little Ramblers und war von 1928 bis 1930 zweiter Pianist im Paul Whiteman Orchestra. Auch nahm er Ende der 1920er Jahre bei Frankie Trumbauer, Bix Beiderbecke, Red Nichols, Joe Venuti und anderen auf. Anfang der 1930er Jahre wirkte er als Arrangeur für die Radioshows von Bing Crosby, in denen auch Benny Goodmans und Tommy Dorseys Orchester vorgestellt wurden. Mit einem eigenen Orchester, das zwölf bis zwanzig Musiker (darunter Fulton McGrath) umfasste, ging Hayton von 1937 bis 1940 auf landesweite Tourneen.
Im Jahr 1940 wurde er musikalischer Direktor bei der Schallplattenfirma MGM und betreute insbesondere die Filmmusik. 1940–41 arrangierte er für Artie Shaw mehrere Kompositionen, darunter Moonglow und I Cover The Waterfront. 1947 heiratete er die Sängerin Lena Horne, für die er Arrangements schrieb und mit der er Tourneen in den 1950er Jahren unternahm. Bis zu seinem Ausscheiden im Jahr 1953 erreichte er vier Academy Award Nominierungen: für die Judy Garland Musicals The Harvey Girls (1946) und Der Pirat (1948), und zwei für die Verfilmung der Musical-Klassiker Heut’ gehn wir bummeln (1949) – für den er den Academy Award gewann – und Du sollst mein Glücksstern sein (1952).
Seine letzten Filmkompositionen waren 1968 für den Robert-Wise-Film Star! – für den er ebenfalls für den Oscar nominiert wurde – und für das Barbra Streisand Musical Hello, Dolly! (1969), für den er einen zweiten Oscar erhielt.
Im Jahr 1970 arrangierte er für Frank Sinatra den George Harrison Titel Something.

## Filmografie (Auswahl)
- 1942: Dr. Kildare’s Victory
- 1942: Die Spur im Dunkel (Eyes in the Night)
- 1942: Stand by for Action
- 1945: Yolanda und der Dieb (Yolanda and the Thief)
- 1946: The Harvey Girls
- 1946: Bis die Wolken vorüberzieh’n (Till the Clouds Roll By)
- 1947: Liebe auf den zweiten Blick (Living in a Big Way)
- 1948: Der Pirat (The Pirate)
- 1949: Hoher Einsatz (Any Number Can Play)
- 1949: Heut’ gehn wir bummeln (On the Town)
- 1949: Kesselschlacht (Battleground)
- 1949: Side Street
- 1951: Von Gier besessen (Inside Straight)
- 1952: Die süße Falle (Love is Better Than Ever)
- 1952: Du sollst mein Glücksstern sein (Singin’ In The Rain)
- 1953: Arzt im Zwielicht (Battle Circus)
- 1953: Du bist so leicht zu lieben (Easy to Love)
- 1968: Star!
- 1969: Hello, Dolly!